# Linda McMahonová
Linda Marie McMahonová, rozená Edwardsová (4. října 1948) je americká profesionální wrestlingová magnátka a politička Republikánské strany. V letech 2017–2019 stála v čele Úřadu pro drobné podnikání v Trumpově administrativě. Od března 2025 působí jako ministryně školství.

## Kariéra
Její manžel, Vince McMahon, byl vlastníkem společnosti World Wrestling Entertainment. Po jeho boku se účastnila několika příběhů v této show. WWE opustila v roce 2009 a neúspěšně se ucházela o místo v senátu Spojených států v Connecticutu, ve všeobecných volbách prohrála s kandidátem demokratické strany Richardem Blumenthalem. V roce 2012 byla kandidátkou republikánů na post odcházejícího senátora Joea Liebermana. Ve volbě jí porazil tehdejší kongresman Chris Murphy.
V roce 2010 vyhrála republikánské primární volby a postavila se demokratovi Richardu Blumenthalovi. Volby ale prohrála o 12 procent hlasů.
V prosinci 2016 nastupující prezident Donald Trump oznámil, že ji nominuje na post ředitelky Úřadu pro drobné podnikání. V únoru 2017 byla senátem na tento post schválena.
Na konci března 2019 Trumpova administrativa oznámila, že McMahonová odstoupí z této funkce, aby se ujala nových povinností v rámci volební kampaně prezidenta. Rezignace nabyla účinnosti 12. dubna.
Dne 19. listopadu 2024 byla nominována Donaldem Trumpem na post ministryně školství. Začátkem března 2025 byla tato nominace schválena.